# Капуш Олександр Васильович
Олекса́ндр Васи́льович Капуш (нар. 27 липня 1991, м. Ужгород, Закарпатська область, УРСР, СРСР — 6 лютого 2015, смт Чорнухине, Попаснянський район, Луганська область, Україна) — український військовик, старший солдат Збройних сил України, учасник російсько-української війни. Герой України (2017, посмертно).

## Життєпис
Народився 1991 року в місті Ужгороді на Закарпатті. 2006 року закінчив ужгородську загальноосвітню школу № 6 ім. В. Гренджі-Донського. Любов до військової справи з дитинства хлопцеві прищеплював його дідусь — Іван Іванович, свого часу він працював у 6-й школі військовим керівником.
Вступив на військову службу за контрактом.
Старший механік-водій — командир гірсько-піхотного відділення гірсько-піхотного взводу гірсько-піхотної роти 15-го окремого гірсько-піхотного батальйону 128-ї окремої гірсько-піхотної бригади, в/ч А1778, м. Ужгород.
З травня 2014 брав участь в антитерористичній операції на сході України, зокрема в боях за Луганський аеропорт.
Загинув 6 лютого 2015 року, під час бою в районі смт Чорнухине, зазнавши поранення осколком від гранати у скроню. Група розвідників, очолювана Олександром, обороняла позиції від переважаючих сил російських терористів. У найскладніший момент бою на групу зі сторони противника кинули гранату. Олександр прикрив собою товариша, а сам — загинув на місці. Тоді ж біля Чорнухиного під час танкової атаки російських бойовиків загинули вояки 57-ї мотопіхотної бригади старший лейтенант Микола Карнаухов, старший солдат Віталій Іскандаров, солдати Олександр Мокляк й Євген Шверненко.
18 лютого з 23-річним воїном-захисником прощались в Ужгороді. Похований на кладовищі «Кальварія» на Пагорбі Слави.
Залишилися батьки Людмила Князівна та Василь Іванович й молодша сестра.
13 жовтня 2017 року, напередодні Дня захисника України, Президент України Петро Порошенко передав батькам Олександра Золоту Зірку Героя України.

## Нагороди та звання
- Звання Герой України з удостоєнням ордена «Золота Зірка» (12 жовтня 2017, посмертно) — за виняткову мужність і героїзм, виявлені у захисті державного суверенітету та територіальної цілісності України, вірність військовій присязі[1].
- Нагрудний знак «За оборону Луганського аеропорту» (посмертно).
- Нагрудний знак «Дебальцеве-2015» (лютий 2017, посмертно)[6].
- Почесний громадянин м. Ужгорода (вересень 2015, посмертно)[7].

## Вшанування пам'яті
У березні 2016 року розпорядженням голови Закарпатської ОДА вул. Мондока в Ужгороді перейменовано на вулицю Олександра Капуша.
У травні 2016 року, на будівлі ЗОШ № 6 м. Ужгород відкрили три меморіальні дошки загиблим випускникам школи, — Олександру Капушу, Віталію Постолакі та Сергію Мартину.
28 червня 2016 року, в Ужгороді на площі Віталія Постолакі встановили меморіальну гранітну плиту з прізвищами 18 загиблих воїнів АТО, серед яких й Олександр Капуш.